# Chaetocanthus insuetus
Chaetocanthus insuetus là một loài bọ cánh cứng trong họ Ochodaeidae. Loài này được Péringuey miêu tả khoa học đầu tiên năm 1901.